# Ves (nàutica)

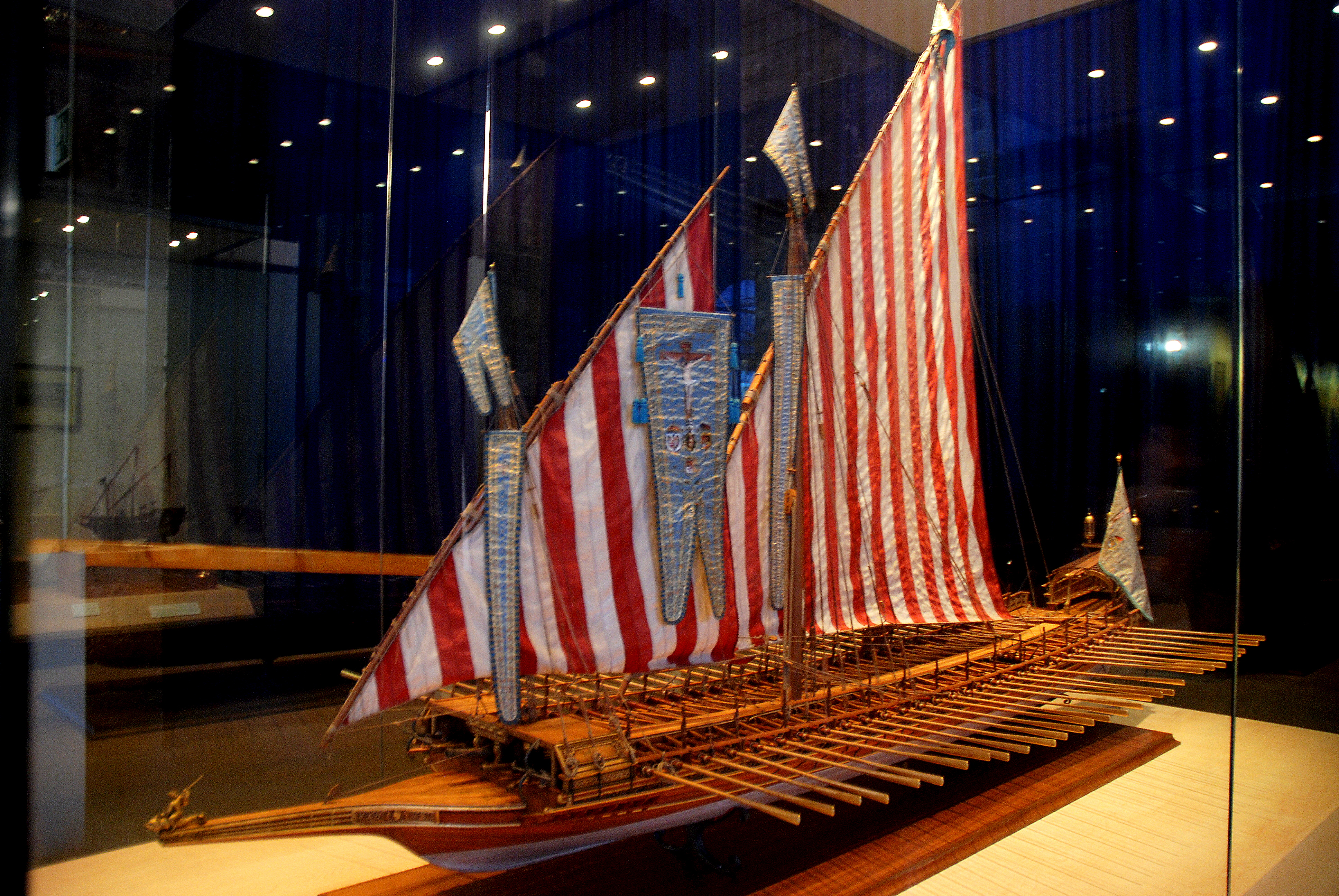
Model de la "La Reial". Cada tira vertical del teixit de les veles del model representa un ves a escala real.

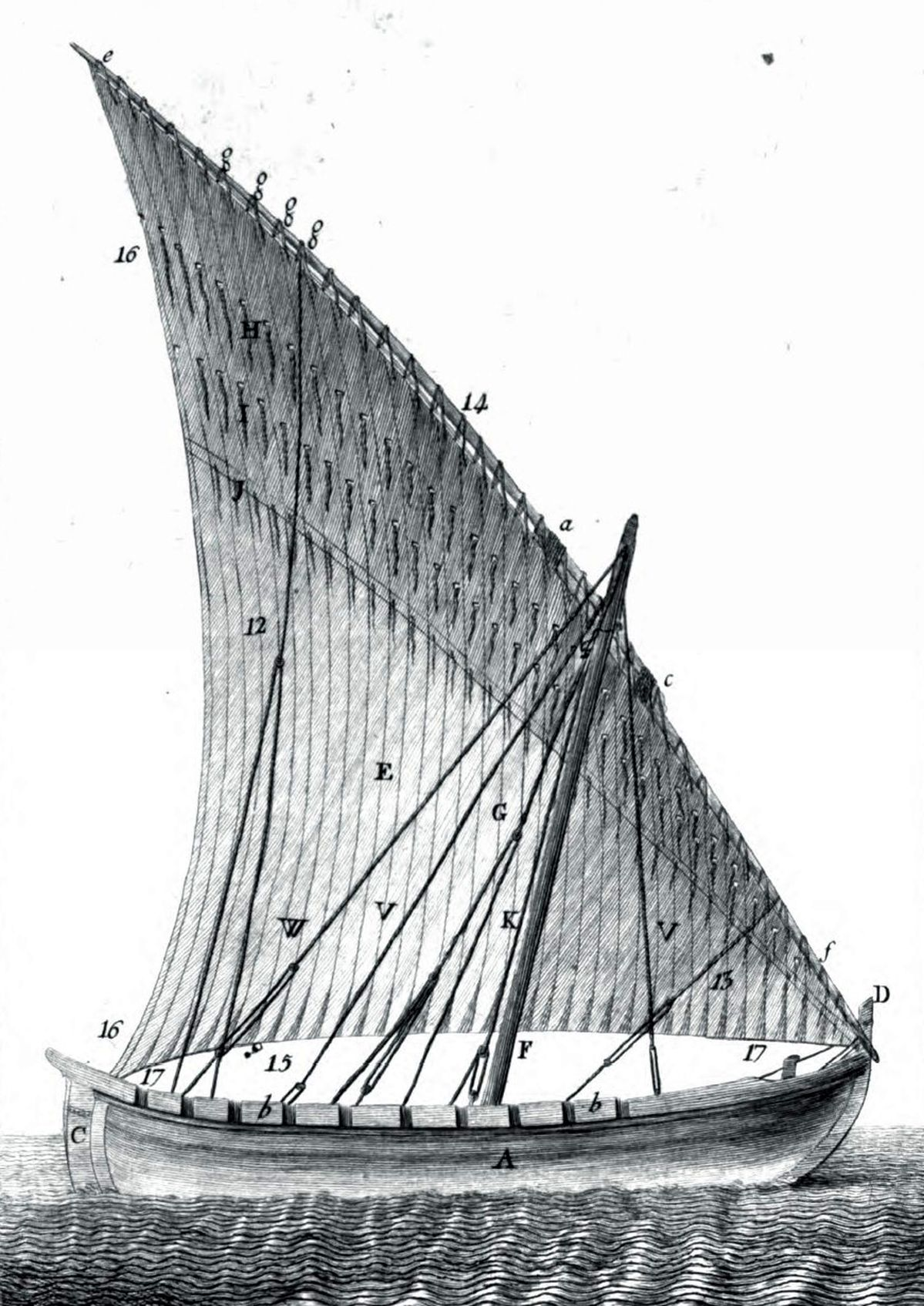
Barca llevantina (Sañes Reguart - 1796)

Un ves (plural vessos) és cadascun dels trossos de teixit que formen una vela d'una barca o d'un vaixell. En les veles tradicionals llatines els vessos anaven cosits per costures verticals, considerant l'antena orientada a uns 45 graus; aquestes costures també poden rebre el nom de vessos.

## Ample del teixit

### Època medieval
En època medieval hi ha molts documents que parlen del nombre de vessos que componen diverses veles. També hi ha llargàries de vessos documentades. En canvi, l'amplada dels teixits emprats per a fer veles no figura pràcticament enlloc.
Les diverses cotonies famoses (de Marsella, de Gènova, de Calàbria, de Malta, de Catalunya…) es teixien d'una amplada normalitzada, particular de la zona de producció. Aquesta amplària devia tenir un valor basat en la unitat oficial de mesura de teixits. A Catalunya era freqüent la cana de Barcelona i hi ha algun document que indica un ample de teixit de 2 pams i mig. Dos pams i mig de cana de Barcelona suposarien una amplada de 2,5 pams x 20,83 cm = 52 cm, aproximadament.
Segons un llibre modern, la marina italiana va adoptar un teixit de veles amb una amplada de 68 cm. L'ample de teixit de veles de la marina militar francesa era de 57 cm, mentre que la marina anglesa mantenia el valor de 61 cm (= 24 polzades). L'obra de referència indica un doblec de 4 cm a cada costura d'un ves amb el ves del costat. Això indicaria un ample del ves cosit 8 centímetres més petit que el del teixit original. (Consideració que cal tenir en compte a l'hora de calcular les dimensions d'una vela a partir dels vessos).
Els vessos de Venècia eren de 58 cm, mesura equivalent a la tercera part d'una passa de Venècia (“passa” unitat de mesura).

### Seglexix
- 1860. El tinent de navili menorquí Pere Riudavets i Tudury, traductor de l'obra de Robert Kipping (Elementos de construcción de velas), informava que una de les cases catalanes de més prestigi teixia lones i cotonies d'una amplada de 22 polzades (55,88 cm),[6] valor molt semblant al medieval de 2,5 pams de cana (52 cm).

## Forma i dimensions dels vessos
Els vessos es tallen a partir de la peça de teixit procurant aprofitar el material al màxim.

### Dimensions
La forma d'un ves abans de cosir-lo, llevat del puny d'amura d'una vela llatina, era la d'una tira allargada de tela. L'amplada del ves coincidia amb l'amplada de la tela teixida. La llargària del ves depenia de la seva situació en la vela. A Catalunya la llargària dels vessos es mesurava en canes, mentre que la llargària d'una antena es mesurava en gúes.
- Cal recordar que:

```
1 gúa = 64,79 cm = 3 pams de gúa de 21,59 cm
[
7
]
```

- Un estudi modern de la forma d'una vela llatina medieval pot consultar-se a la referència adjunta.[8]

### Forma aproximada

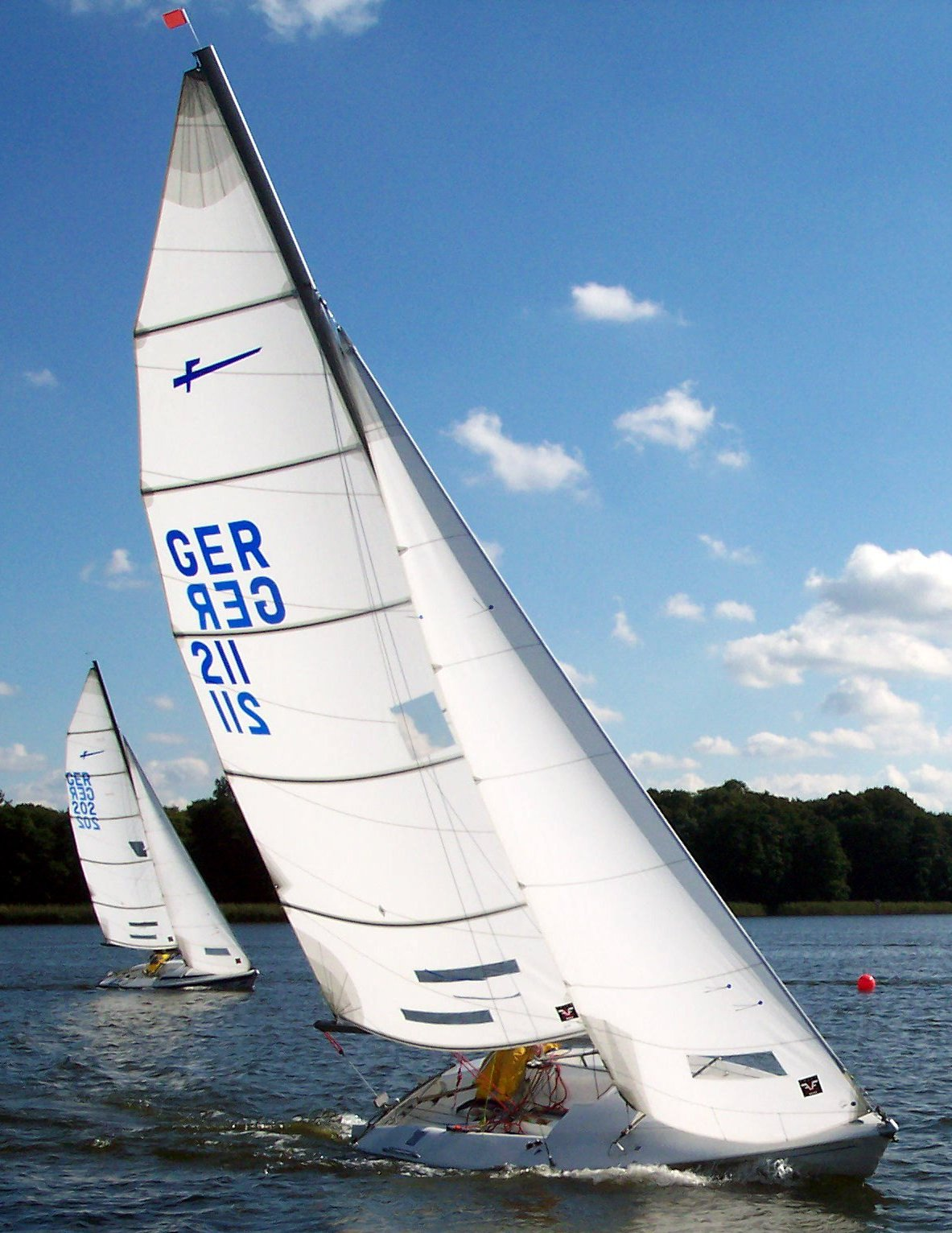
Monotipus (Fighter) navegant amurat a babord. La vela major i el floc estan cosides a partir de vessos horitzontals.

Si hom considera una vela tradicional llatina, la forma dels vessos és trapezoidal. Les tires de teixit (en una vela hissada) queden en posició vertical. La base del trapezoide és a la part baixa, formada per un tall perpendicular a la tira de teixit. Els costats verticals estan formats pel voraviu del teixit. En la part superior el costat està tallat a 45 graus.
En una vela acabada i hissada a l'arbre, l'ordit del teixit queda en posició vertical. La disposició de la trama és horitzontal.

### Forma real medieval
La forma d'una vela inflada pel vent no és plana. La pressió deforma el teixit i la vela adopta una certa curvatura. Els mestres velers procuraven tallar els vessos i cosir-los de cara a obtenir una vela amb característiques ideals: sense arrugues i amb una curvatura eficient.
No hi ha cap tractat medieval que expliqui com es tallaven els vessos i es cosien les veles. Sí que hi ha tractats posteriors que parlen del problema, de forma molt poc entenedora.
| «                                              | Un dels secrets de l'art de navegar més amagats per part dels pilots mediterranis és la manera de tallar les veles de les galeres. Aquest secret està basat en una certa manera de mesurar i tallar les veles per fer-les més aptes a rebre el vent...Una dita dels velers és que només a l'hora de la mort el pare ensenya el secret al fill... | » |
| — Bartolomeo Crescentio. Nautica mediterranea. | |   |

### Forma real moderna
La majoria de veles modernes usades en vela lleugera, estan cosides a partir de vessos horitzontals.
Cada ves té els costats que cal cosir retallats presentant una forma convexa. Així, quan el vent infla una vela amb els vessos ben tallats, la vela adopta una forma ideal des del punt de vista aerodinàmic i el veler pot navegar millor i més ràpid.

## Teixits tradicionals

### Lli
Les veles dels vaixells antics, grecs i romans, eren de lli. Hi ha el testimoni poètic de Plini el Vell, que s'admira d'una herba que aproxima indrets geogràfics molt llunyans, transformada en veles de vaixells.

### Cànem
- Lluís Pons d'Icart, citant Plini el Vell i Jean Tixier de Ravisi, recorda l'antiguitat del cànem de Tarragona per a fer-ne veles. De fet el text sembla indicar que el cànem per a veles es va "descobrir" a Tarragona.[17][18]

| «                                                           | DELS CÀNEMS DE TARRAGONA Y DE LA ABUNDÀNTIA DE AQUELLS . Plini, De natural historia, en lo libre XVIIII, capítol I y Joan Textor en lo libre intitulat Cornucopia, en la lletra L, número X, «De lino», diuven «carbasinum linum apud Tarraconem repertum est -ex quo nautica vela conficiuntur» 'que lo cànem se és trobat en Tarragona, del qual fan las velas de les naus'.. | » |
| — Lluís Pons d'Icart. Llibre de les grandeses de Tarragona. | |   |

- Teixits de cànem per a veles a França.[19][20]

## Teixits moderns
Les veles actuals es fabriquen de teixits molt diversos. Un dels més antics i populars és el Dacron. També és usada la poliamida (niló, Nylon) en els spinnakers.

## Veles medievals
| Característica                                        | Galera grossa | Galera bastarda | Galera subtil | Uixer              |
| ----------------------------------------------------- | ------------- | --------------- | ------------- | ------------------ |
| Bancs per la banda d'estribord, amb 2 remers per banc | 29            | 29              | 29            |                    |
| Bancs per la banda de babord, amb 2 remers per banc   | 28            | 28              | 28            |                    |
| Remers totals, amb 57 bancs (NOTA 1)                  | 114           | 114             | 114           |                    |
| Arbre trinquet, sobre coberta                         | sí            | sí              | sí            | sí                 |
| Arbre mestre, sobre paramola/paramitjal               | sí            | sí              | sí            | sí                 |
| Arbre de mitjana, sobre coberta                       | sí            | sí              | sí            | sí                 |
| Vela de trinquet (llop de proa, tercerol)             | 30 vessos     | 25 vessos       | 22 vessos     | 30 vessos          |
| Vela mestra o vela de mestre (artimó)                 | 40 vessos     | 35 vessos       | 30 vessos     | 40 vessos          |
| Vela de mitjana                                       | 22 vessos     | 18 vessos       | 16 vessos     | 14 vessos (NOTA 2) |
| Ballesters                                            | 40            | 36              | 30            | ?                  |

- NOTA 1: un banc de la banda esquerra (estribord) quedava suprimit pel fogó.
- NOTA 2: les veles mestra i tercerol d'un uixer són iguals a les d'una galera grossa; només la mitjana és més petita, ateses les necessitats d'espai d'un vaixell de transport.

## Documents
- 1246. El rei Lluís IX de França, en la preparació de la Setena Croada, va enviar uns ambaixadors per llogar (noliejar) vaixells genovesos per a transportar tropes. Un dels documents esmenta algunes veles i els vessos de cada vela. La frase: "pro quolibet cubitorum fersum unum" sembla indicar un ves per gúa.

| «                                                | Vela IIII, unum videlicet cubitorum xL, secundum cubitorum xxxvII, tertium cubitorum xxxIIII, et quartum cubitorum xxxi, bona et sufficientia; et pro quolibet cubitorum fersum unum. | » |
| — Documents historiques inédits. F. Didot. 1843. | |   |

- 1332. Alfons el Benigne armava un estol de deu galeres a València. En una carta a Arnau Ballester, escrivà de ració, li demanava -entre altres coses- algunes veles: “ un artimó de 46 gúes, un tercerol “ferrat” de 33 gúes, un llop “sense ferrar” de 26 gúes...”[27]
  - No està gens clara la relació entre gúes i vessos en aquestes veles.
- 1359. En l'inventari de l'uixer anomenat Sant Pere de Roma hi consten tres veles: un tercerol (vela de trinquet) de 30 vessos, un artimó (vela mestra) de 40 vessos i una mitjana de 14 vessos.[28]
  - [29]
- 1505. Aprovació d'una versió modificada de les Ordinacions del gremi de cotoners.[30]
- 1585. Frederic Despalau, drassaner major de les Drassanes de Barcelona, esmentava la producció de cànem a Catalunya (per a veles i cordam).[31]

| «                                                                                         | A 22 de maig de 1585 volgué Sa Magestat, ab les persones reals, anar a la drassana per a veure lansar en mar unes galeres, la capitana que havie de ser de España y dos galeres que havien fetes per a navegar a les Indies, que may se n'havien fetes així, perquè eren de dos cuberts y de 20 bancs, y’s digué aprés feren bons prova per aquelles mars... Perqué en tots los regnes del rei no y à millor comoditat per a fer galeres que en Catalunya, per lo gran aparell que y à de fusta, ferro, canyem y abres y antenes y rems, que tot ho produeix la terra amb molta abundància... | » |
| — Cavallers i ciutadans a la Catalunya del Cinc-cents. Antoni Simón i Tarrés. Pàgina 125. | |   |

- 1830. Estudi publicat declarant els avantatges de les veles de cotó sobre les de cànem.[32]
- 1851. Producció de cànem a Espanya.[33]
- 1861. En un judici per pirateria un testimoni afirma que tots els velers nord-americans hissaven veles de cotó, contràriament als vaixells europeus que empraven veles de cànem.[34]
- 1960. “Mort de les veles de cotó”. Èxit de les veles sintètiques (Dacron, Terylene, Trevira, Movil, Tergal…).[35][36][37]